# Stegophryxus hyphalus
Stegophryxus hyphalus är en kräftdjursart som beskrevs av John C. Markham 1974. Stegophryxus hyphalus ingår i släktet Stegophryxus och familjen Bopyridae. Inga underarter finns listade i Catalogue of Life.